# Maarten Martens
Maarten Martens (Eeklo, 2 juli 1984) is een Belgisch voetbaltrainer/coach en voormalig profvoetballer. Vanaf 2021 was hij hoofdcoach van Jong AZ, sinds 2023 is hij assistent-trainer van AZ. In januari 2024 volgde hij de ontslagen Pascal Jansen op als hoofdtrainer, aanvankelijk op interim basis.

## Carrière

### Jeugd
Martens zette zijn eerste voetbalstappen bij Klauwaerts Bassevelde. Op 8-jarige leeftijd belandde de tengere Martens in de jeugdopleiding van RSC Anderlecht. Daar werd hij in de loop der jaren een ploeggenoot van onder meer Urko Pardo, Mark De Man en Xavier Chen. In 2003 toonde Roda JC interesse in de frêle middenvelder, maar hij besloot in Anderlecht te blijven. In het seizoen 2003/04 werd Martens naar de A-kern overgeheveld, maar veel kansen om zich te bewijzen, kreeg hij niet. Slechts één keer mocht hij van trainer Hugo Broos opdraven in een wedstrijd op het hoogste niveau.

### RKC Waalwijk
Om Martens' ontwikkeling niet af te remmen besloot Anderlecht hem voor een jaar uit te lenen aan een andere club. RKC Waalwijk wilde de toen 20-jarige middenvelder graag inlijven en haalde hem naar Nederland. Martens, die zowel centraal op het middenveld als op de linkerflank uit de voeten kon, blonk in zijn eerste seizoen in de Eredivisie regelmatig uit bij RKC. In de zomer van 2005 nam de club hem definitief over van Anderlecht. Hij tekende toen een contract voor drie seizoenen. Voetbaljournalist Johan Derksen zei in die periode in een van zijn VI-columns dat hij Martens een fantastisch voetballer vond en dat hij voor hem graag naar Waalwijk reed.

### AZ
In 2006 verhuisde Martens net als zijn landgenoot Mousa Dembélé naar AZ. Het was toenmalig trainer Louis van Gaal die de twee talenten opmerkte. Martens werd onder Van Gaal meteen een titularis. Met AZ deed hij in zijn eerste seizoen tot op het einde mee voor de landstitel.
Op 28 oktober 2007 scheurde Martens de kruisbanden van zijn linkerknie. Hij was door deze blessure een lange tijd buiten strijd en zag vanuit de ziekenboeg hoe AZ op een teleurstellende plaats in de middenmoot belandde. Pas in het seizoen 2008/09 keerde Martens terug in het eerste elftal. Hij speelde bijna elke competitiewedstrijd en kon op een gegeven moment ook rekenen op de interesse van het Italiaanse Juventus. Maar de Belgische middenvelder bleef in Nederland en werd met AZ kampioen. Een seizoen later namen Martens en zijn ploegmaats deel aan de Champions League. AZ werd in Groep H laatste en kon dus niet Europees overwinteren.
In april 2011 werd Martens het slachtoffer van een harde tackle van zijn landgenoot en ex-ploegmaat Gill Swerts. Bij zijn terugkeer in augustus 2011 scoorde Martens meteen een belangrijk doelpunt in de topper tegen PSV. Twee weken later blesseerde Martens zich opnieuw. Pas in december 2011 sloot hij zich terug aan bij het eerste elftal.
In augustus 2012 werd Martens na het vertrek van Niklas Moisander en Rasmus Elm benoemd tot captain.
Martens speelde de eerste paar wedstrijden van het seizoen mee, maar na een zware knieblessure kwam hij de rest van het seizoen niet meer in actie voor AZ.
Martens vertrok in 2014 bij AZ en ging spelen bij PAOK Saloniki. Dit werd geen succes. Sinds augustus 2015 zat hij zonder club. Eind maart 2016 besloot hij voorgoed met voetballen te stoppen.

## Carrièrestatistieken
| Seizoen | Club            | Competitie    | Competitie | Competitie | Beker | Beker | Europees | Europees | Totaal | Totaal |
| Seizoen | Club            | Competitie    | Wed.       | Dlp.       | Wed.  | Dlp.  | Wed.     | Dlp.     | Wed.   | Dlp.   |
| ------- | --------------- | ------------- | ---------- | ---------- | ----- | ----- | -------- | -------- | ------ | ------ |
| 2003/04 | RSC Anderlecht  | Eerste Klasse | 1          | 0          | 0     | 0     | 0        | 0        | 1      | 0      |
| 2004/05 | RKC Waalwijk    | Eredivisie    | 23         | 2          | 4     | 0     | —        | —        | 27     | 2      |
| 2005/06 | RKC Waalwijk    | Eredivisie    | 21         | 6          | 3     | 1     | —        | —        | 24     | 7      |
| 2006/07 | AZ              | Eredivisie    | 31         | 10         | 6     | 5     | 10       | 2        | 47     | 17     |
| 2007/08 | AZ              | Eredivisie    | 7          | 0          | 1     | 0     | 3        | 0        | 11     | 0      |
| 2008/09 | AZ              | Eredivisie    | 32         | 7          | 3     | 0     | —        | —        | 35     | 7      |
| 2009/10 | AZ              | Eredivisie    | 31         | 5          | 1     | 0     | 6        | 0        | 38     | 5      |
| 2010/11 | AZ              | Eredivisie    | 24         | 6          | 2     | 0     | 9        | 0        | 35     | 6      |
| 2011/12 | AZ              | Eredivisie    | 15         | 4          | 3     | 3     | 9        | 5        | 27     | 12     |
| 2012/13 | AZ              | Eredivisie    | 17         | 1          | 2     | 0     | 4        | 0        | 23     | 1      |
| 2013/14 | PAOK Saloniki   | Super League  | 8          | 0          | 2     | 1     | 0        | 0        | 10     | 1      |
| 2014/15 | PAOK Saloniki   | Super League  | 8          | 0          | 2     | 0     | 5        | 2        | 15     | 2      |
| 2014/15 | → Cercle Brugge | Eerste Klasse | 11         | 0          | 1     | 0     | —        | —        | 12     | 0      |
| TOTAAL  | TOTAAL          | TOTAAL        | 229        | 41         | 30    | 10    | 46       | 9        | 305    | 60     |

## Nationale ploeg
Martens kwam als speler van RKC in de belangstelling te staan van het nationaal beloftenelftal van trainer Jean-François De Sart. Hij werd een vaste waarde bij de beloften en kreeg na verloop van tijd ook de aanvoerdersband. De jonge middenvelder maakte deel uit van een sterke generatie met spelers als Vincent Kompany, Marouane Fellaini, Jan Vertonghen, Thomas Vermaelen en Mousa Dembélé. Het team van bondscoach De Sart plaatste zich in 2007 voor het EK -21. De jonge Belgen haalden de halve finale en plaatsten zich zo voor de Olympische Spelen van 2008.
Op de Olympische Spelen stootte België in Groep C samen met Brazilië door naar de kwartfinale. Daarin namen Martens en zijn landgenoten het op tegen Italië. België won verrassend met 3-2. In de halve finale tegen Nigeria was België kansloos, het verloor met 4-1. In het duel om de bronzen medaille versloeg Brazilië de jonge Duivels met 3-0.
De prestaties van de jonge Duivels stonden in contrast met de resultaten van de A-ploeg. Veel spelers uit de generatie van Martens werden na de Olympische Spelen sterkhouders in het eerste elftal. Martens zelf kon nog niet doorbreken bij de nationale ploeg. Hij is tot op heden wel de speler met het meeste interlands voor het beloftenelftal.
Martens maakte op 7 februari 2007 zijn debuut voor de Rode Duivels. Het was bondscoach René Vandereycken die hem voor het eerst selecteerde. Na zijn debuut werd Martens, onder meer door blessures, nog amper opgeroepen. In 2009 nam Frank Vercauteren, toen bondscoach ad-interim, hem wel mee naar de Kirin Cup in Japan. In 2009 werd Dick Advocaat bondscoach, hij combineerde zijn functie met het trainerschap bij AZ. In Advocaats laatste interland mocht Martens in de basis starten. Hij werd tijdens de rust vervangen door Wesley Sonck.

## Interlands
| Interlands van Maarten Martens | Interlands van Maarten Martens | Interlands van Maarten Martens | Interlands van Maarten Martens | Interlands van Maarten Martens | Interlands van Maarten Martens |
| Nr.                            | Datum                          | Wedstrijd                      | Uitslag                        | Soort Wedstrijd                | Goals                          |
| Als speler van AZ Alkmaar      | Als speler van AZ Alkmaar      | Als speler van AZ Alkmaar      | Als speler van AZ Alkmaar      | Als speler van AZ Alkmaar      | Als speler van AZ Alkmaar      |
| ------------------------------ | ------------------------------ | ------------------------------ | ------------------------------ | ------------------------------ | ------------------------------ |
| 1.                             | 7 februari 2007                | België – Tsjechië              | 0 – 2                          | Vriendschappelijk              | -                              |
| 2.                             | 24 maart 2007                  | Portugal – België              | 4 – 0                          | EK Kwalificatie 2008           | -                              |
| 3.                             | 6 juni 2007                    | Finland – België               | 2 – 0                          | EK Kwalificatie 2008           | -                              |
| 4.                             | 19 november 2008               | Luxemburg – België             | 1 – 1                          | Vriendschappelijk              | -                              |
| 5.                             | 11 februari 2009               | België – Slovenië              | 2 – 0                          | Vriendschappelijk              | -                              |
| 6.                             | 29 mei 2009                    | Chili – België                 | 1 – 1                          | Kirin Cup 2009                 | -                              |
| 7.                             | 31 mei 2009                    | Japan – België                 | 4 – 0                          | Kirin Cup 2009                 | -                              |
| 8.                             | 9 september 2009               | Armenië – België               | 2 – 1                          | WK Kwalificatie 2010           | -                              |
| 9.                             | 03 maart 2010                  | België - Kroatië               | 0 – 1                          | Vriendschappelijk              | -                              |
| Totaal                         | Totaal                         | Totaal                         | Totaal                         | Totaal                         | 0                              |

## Erelijst
- Kampioen van Nederland: 2009 (AZ)
- Johan Cruijff Schaal: 2009 (AZ)
- KNVB Beker: 2013 (AZ)

## Persoonlijk leven
In 2009 is Maarten Martens vader geworden van een dochter. Later kreeg hij nog een tweede dochter. In 2023 trouwde hij met de moeder van zijn kinderen. Het gezin woont in Bassevelde.